# Alfred Atkey
Pour les articles homonymes, voir Atkey.
Alfred Clayburn Atkey (né le 16 août 1894 à Toronto et mort dans cette même ville le 14 février 1971) est un pilote de chasse canadien.

## Biographie
Membre du Royal Flying Corps (RFC), avec 38 victoires, il est l'un des as de l'aviation de la Première Guerre mondiale. Cinquième as canadien en nombre de victoires, il est cependant le premier sur avion biplace toutes nationalités confondues. En effet, tous ceux qui sont au-dessus de lui dans le classement volaient dans des chasseurs monoplaces, tandis qu'Atkey a remporté toutes ses victoires dans des avions biplaces plus lourds.